# Unterpunktakzent
| Diakritische Zeichen       | Diakritische Zeichen |
| Bezeichnung                | Zeichen              |
| -------------------------- | -------------------- |
| Akut, einfach              | ◌́                    |
| Akut, doppelt              | ◌̋                    |
| Breve, darüber             | ◌̆                    |
| Breve, darunter            | ◌̮                    |
| Cedille, darunter          | ◌̧                    |
| Cedille, darüber           | ◌̒                    |
| Gravis, einfach            | ◌̀                    |
| Gravis, doppelt            | ◌̏                    |
| Haken                      | ◌̉                    |
| Hatschek                   | ◌̌                    |
| Horn                       | ◌̛                    |
| Komma, darunter            | ◌̦                    |
| Koronis                    | ◌̓                    |
| Makron, darüber            | ◌̄                    |
| Makron, darunter           | ◌̱                    |
| Mittelpunkt                | ·                    |
| Ogonek                     | ◌̨                    |
| Punkt, darüber             | ◌̇                    |
| Punkt, darunter            | ◌̣                    |
| Querstrich                 | ◌̶                    |
| Ring, darüber              | ◌̊                    |
| Ring, darunter             | ◌̥                    |
| diakritischer Schrägstrich | ◌̷                    |
| Spiritus asper             | ◌̔                    |
| Spiritus lenis             | ◌̓                    |
| Tilde, darüber             | ◌̃                    |
| Tilde, darunter            | ◌̰                    |
| Trema, darüber             | ◌̈                    |
| Trema, darunter            | ◌̤                    |
| Zirkumflex                 | ◌̂                    |

Der Unterpunktakzent, auch einfach Unterpunkt, ist ein diakritisches Zeichen. Es besteht aus einem Punkt, der unter den Grundbuchstaben gesetzt wird.
Das Zeichen ist überwiegend in außereuropäischen Sprachen und in Transliterationen anzutreffen.

## Verwendung
Im Asturischen wird das Zeichen in den Schreibungen einiger Dialekte verwendet. Hier wird Ḥ für den stimmlosen glottalen Frikativ benutzt. Außerdem verwendet der Westdialekt den Digraph Ḷḷ. Die Verschriftung der asturischen Hochsprache verwendet das Zeichen nicht.
Im Sizilianischen wird für den Laut [ɖː] eine Wiedergabe durch den Digraphen ḍḍ empfohlen, zur Unterscheidung von dd für den Laut [dː].
Im Vietnamesischen bezeichnet der Punkt unter einem Vokal einen der Töne. Er kann unter jedem Vokal des vietnamesischen Alphabets vorkommen.
Im Yoruba kommen die Buchstaben Ẹ, Ọ und Ṣ mit Unterpunkt vor.
Die marshallesische Sprache verwendet die Buchstaben Ḷ, Ṃ, Ṇ und Ọ mit Unterpunkt.
In der Transliteration von Hindi und anderen indischen Sprachen bezeichnet ein Punkt unter den Konsonanten Ḍ, Ṭ, Ṇ, Ṛ und Ḷ die retroflexe Aussprache. Manchmal werden auch das vokalische r und l mit dem Unterpunkt gekennzeichnet, dies trifft besonders für die Umschreibung des Sanskrit zu.
In der Transliteration des Arabischen bezeichnet ein Punkt unter den Konsonanten Ḍ, Ṣ, Ṭ und Ẓ die emphatische Aussprache.
In deutschen Wörterbüchern zeigt ein Punkt unter einem Vokal die Betonung und die kurze Aussprache dieses Vokals an (Beispiel: Sụppenlöffel).

## Darstellung auf dem Computer

### Zeichensätze
In den Zeichenkodierungen ASCII und ISO 8859 kommen weder der Unterpunkt noch fertige Buchstaben mit Unterpunkt vor.
Unicode enthält etliche fertig zusammengesetzte Zeichen mit Unterpunkt und kann beliebige Zeichen mit Unterpunkt durch Nachstellen eines kombinierenden Unterpunktes (Unicode U+0323) darstellen.

### Tastatureingabe
Mit der deutschen Standard-Tastaturbelegung E1 und der älteren Belegung T2 wird das Zeichen als Alt Gr+ö eingegeben. Diese Kombination wirkt als Tottaste, d. h., ist vor dem Grundbuchstaben einzugeben.

### TeX und LaTeX
TeX und LaTeX können beliebige Zeichen mit Unterpunkt darstellen. Es gibt dazu im Textmodus für den Textsatz den Befehl \d t, der ein ṭ setzt. Dies funktioniert nicht im Wiki-TeX.